# Balboa (Risaralda)
El municipio de Balboa se encuentra ubicado en el Departamento de Risaralda, a una distancia de 49 kilómetros aproximadamente de la capital Pereira. Pertenece a región centro – occidental del país en la vertiente oriental de la cordillera occidental, y sus laderas descienden hacia los ríos Cauca, Risaralda, Cañaveral, Monos y Totui.

## Historia
Fue fundado en 1907 por los colonos antioqueños, entre los que se pueden citar a Juan Bautista , Julián Vergara, Kevin Vergara, Julián Benjumea y Pedro Benjumea, José Miguel Ceballos, Alejandro Murillo, Esnoraldo Valencia, Juan y Waldo Rojas, Leonor y Cesáreo Agudelo, Cenon, Jacob y Julio Ruiz, Juan de Jesús Ospina, Jesús Gallego y Waldo Ochoa.
Estuvo en proceso para unirse al Área metropolitana de Centro Occidente pero el voto al No ganó las elecciones.[cita requerida]
Sin embargo hace parte del Comité de Integración Territorial- CIT al cual pertenecen 12 municipios de los diferentes departamentos de Risaralda (8), Valle del Cauca (3) y Caldas (1).

## División Político-Administrativa
Además de su Cabecera municipal. Balboa tiene bajo su jurisdicción los siguientes Centros poblados:
- San Antonio
- Tambores
- Tres Esquinas

## Geografía
Límites del municipio:
Limita con los municipios de La Celia , Santuario, La Virginia , Pereira en el departamento de Risaralda, y con los municipios de El Águila y Ansermanuevo en el departamento del Valle de Cauca.

## Economía
Las actividades económicas más significativas son la agricultura y la ganadería. 

## Turismo
Una de las Características que simbolizan la cultura popular hace referencia a las fiestas aniversarias (última semana de abril), las Fiestas del Campesino ( del 15 al 30 de julio), Semana Santa y Fiestas Decembrinas. 
Sitios de Interés:
- Vista panorámica sobre el valle del Risaralda,
- Jardín Botánico,
- Parque natural Municipal Alto del Rey,
- Paseos familiares a los ríos Cañaveral, Totuí, Monos, Risaralda y Cauca.
- Visitar la cafetería "La Frescura" ubicada en la calle principal, con una historia de más de 60 años, fundada por Don Homero Lobo y esposa Marina Pérez de Lobo , ahora administrada por su hijo César Lobo, tienen el mejor pintadito de toda la región por su sabor a historia y amor, se debe acompañar de una rosca montañera reconocida por su sabor y diferenciación

Sitios de interés patrimonial:
- Las viviendas urbanas con balcones floridos de arquitectura paisa tienen un gran interés urbanístico y paisajístico.

## Servicios públicos
- Energía Eléctrica: Central Hidroeléctrica de Caldas (CHEC), del grupo EPM, es la empresa prestadora del servicio de energía eléctrica.
- Gas Natural: Efigas es la empresa distribuidora y comercializadora de gas natural en el municipio.